# 甘谷站
甘谷站是一个陇海铁路上的铁路车站，位于中华人民共和国甘肃省天水市甘谷县新兴镇，建于1952年，目前为二等中间站，目前客运：办理旅客乘降；行李、包裹托运；货运：办理整车、零担、集装箱货物发到；办理整车货物承运前保管；不办理整车爆炸品及整车一级氧化剂发到；不办理罐装危险货物到达。

## 历史
- 建于1952年。

## 車站周邊
- 农村信用合作社甘谷县农村信用合作联社金坪信用社
- 甘谷长城汽车服务站